# Бажани (Польща)
Бажани (пол. Bażany, нім. Basan) — село в Польщі, у гміні Ключборк Ключборського повіту Опольського воєводства.
Населення — 648 осіб (2011).

## Демографія
Демографічна структура станом на 31 березня 2011 року:
|          | Загалом | Допрацездатний вік | Працездатний вік | Постпрацездатний вік |
| -------- | ------- | ------------------ | ---------------- | -------------------- |
| Чоловіки | 312     | 47                 | 220              | 45                   |
| Жінки    | 336     | 44                 | 213              | 79                   |
| Разом    | 648     | 91                 | 433              | 124                  |